# Činč
Činč je priimek v Sloveniji, ki ga je po podatkih Statističnega urada Republike Slovenije na dan 1. januarja 2010 uporabljalo 73 oseb in je med vsemi priimki po pogostosti uporabe uvrščen na 5.650. mesto.

## Znani nosilci priimka
- Alenka Skubic Činč (1937-2024), farmacevtka
- Borut Činč (1954), glasbenik multiinštrumentalist, producent
- Breda Činč Juhant (1963), geologinja, muzealka
- Jože Činč (1966), radijski voditelj in glasbenik
- Katja Činč, pianistka
- Miroslav Činč (1938-1996), farmacevt
- Tanja Činč, pianistka